# 伊奈城
伊奈城（いなじょう）は、愛知県豊川市伊奈町にあった日本の城。豊川市指定史跡。

## 概要
室町時代に本多定忠・本多定助によって築城された中世城館で、約150年間伊奈本多氏の居城であった。
主郭は深田の中にあり河川に囲まれ主郭周囲は土塁でめぐらされていた方形居館型の城郭。
徳川家の家紋「葵の紋」発祥ゆかりの地として知られている。

## 沿革
15世紀中ごろ、本多定忠・定助が伊奈城を築城
文明年間（1469年-1487年）ころ、幕府直轄領になっていた。
大永6年（1526年）ころ、今橋牧野氏の勢力下になっていた。
享禄2年（1529年）松平清康が吉田城攻めの後田原城を従属。本多正忠は松平勢に参戦、清康を伊奈城に招き祝宴を開く。
このときの逸話が「葵の紋」発祥ゆかりの地の由縁となる。
天文17年（1548年）ころ、今川氏統治下本多氏が領地回復。
永禄年間（1558年-1570年）大塚の岩瀬氏に攻められたが柳堤にてこれを退ける。
永禄6年（1563年）今川氏に伊奈城一円の確保を命じられ本地還付と新知扶助を約束。
永禄7年（1564年）徳川家康東三河に進出、この時本多忠次は家康に従属し功をなす。
天正18年（1590年）徳川家康の関東移封に伴い本多氏は下総国小篠に国替えとなり廃城。

### 歴代城主
- 本多定忠
- 本多定助
- 本多正時（泰次）
- 本多正助
- 本多正忠
- 本多忠俊
- 本多忠次
- 本多康俊（酒井忠次二男）　下総国小篠へ転封

### 廃城後
文化10年（1813年）膳所藩主本多家家臣黒田忠明が花ヶ池に建碑。
大正2年（1913年）元膳所藩藩士平田好の篤志に基づき伊奈城趾土塁上に建碑。
平成6年（1994年）　発掘調査実施　堀跡・逆茂木跡、礎石等の遺構などが確認された。
平成9年（1997年）　小坂井町（現豊川市）史跡に指定。公園として整備。

## 縄張り
湿地帯（深田）に立地し主郭は三方を河川に囲まれ、周囲の土塁上に３か所の矢倉を有し、主郭内には生念台とよばれる火葬施設があった。
周りには腰曲輪が付属し南虎口には馬出に似た構造をもち南方の屋敷に通じる城道につながる。また、主郭周囲の河川は河口から城下まで船で行き来できたと云われている。

## 遺構

### 土塁
郭跡と主郭北側の土塁が残る。
1997年（平成9年）3月3日に「花ヶ池」とともに町の史跡に指定された。
同年、公園整備に伴い堀・逆茂木等発掘調査で発見された遺構を模したものが配されている。
土塁上に建つ石碑は大正2年（1913年）（忠俊三百五十年忌）に元膳所藩藩士平田好の篤志に基づき建てたもの。前面は元膳所藩藩主本多康穣書。

### 花ヶ池
「葵の紋」発祥にまつわる城域の池。「葵ヶ池」とも呼ばれた。
平成9年（1997年）に「花ヶ池公園」（同町丸ノ内）として整備された。
池内に建つ石碑は文化10年（1813年）膳所藩主本多家家臣黒田忠明が建てたもの。

### 仲仙寺　山門
伊奈城廃城後、城門が伊奈本多氏の菩提寺 東漸寺に移築、後年仲仙寺（同市御津町金野）に移されたと伝わる。

## 「葵の紋」発祥にまつわる逸話
岡崎の松平清康が吉田城を攻めの際、伊奈の本多正忠は最初に清康に味方し先陣をきって攻め入り勝利に貢献した。その後、正忠は清康を伊奈城に招き祝宴を開いた。
この時、正忠は池の水葵の葉に酒肴を盛って差し出した。清康はこれを見て
「立葵は正忠の家紋である。この戦で正忠は最初に味方になり勝利した。これは吉例である。」と本多家の立葵の家紋を望み求めた。これ以後、松平家の家紋としたと伝えられている。
（『藩翰譜』新井白石編）

## アクセス

### 鉄道
東海旅客鉄道（JR東海）
- 東海道本線：西小坂井駅から徒歩で約30分。伊奈城趾公園として整備されている。

### 自家用車
- 東名高速道路：豊川ICから約30分。
- 国道23号（豊橋バイパス）：小坂井御津IC・前芝IC
  - 伊奈城趾公園駐車場（無料）

## 周辺
- 花ヶ池公園（同町丸ノ内） 
  - 「葵の紋」発祥にまつわる池。市指定史跡[2]。

- お松見（おしょうけん）（同町鶴田） 
  - 伊奈本多氏の墓所。忠俊夫妻・光忠夫妻・忠次の墓碑が祀られている[16]。市指定史跡[2]。

- 東漸寺（同町縫殿） 
  - 本多正時が菩提寺として開基。舞々辻にあった五輪塔等が移され伊奈城主五代の墓所として再建[16]。

- 本多忠俊公夫妻の埋葬地（同町松間） 
  - 本多忠俊夫妻の埋葬塚で「お松見」が造られる以前の墓所であったと考えられている[17]。

- 舞々辻（まいまいつじ）墓所跡（同町舞々辻）
  - 前山神社付近に伊奈城主累代の墓所があったとされ、大正のころには消失している。当地にあった五輪塔等は東漸寺に移された[16]。

- 若宮八幡社（同町宮坪） 
  - 本多正時の時に社殿を再建、正時が植えたと伝わるイヌマキ２本（若宮八幡社のイヌマキ）が残る[18]。

- 永正寺（同町大明神）

- 佐奈川
  - 柳堤は現在の佐奈川にかかる柳橋（県道384号（旧平坂街道））近辺。伊奈城築城のころ造られたと云われている[19]。